# 张沟镇
张沟镇，是中华人民共和国湖北省仙桃市下辖的一个乡镇级行政单位。

## 行政区划
张沟镇下辖以下地区：
张沟社区、仁口社区、凤凰村、联潭村、三同村、朱坊村（朱家坊）、西堤村、肖湾村、长丰村（藏鹤亭）、先丰村（双碾子）、旭湾村（龙寺潭）、新西村、东升村（范家台）、红光村（三叉河）、庆丰村、杨桥村、肖脑村（肖家脑）、杨庄村、宋场村（宋新场）、乡南村、胜利村（邵家河）、红旗村（夹街）、前丰村（冯家桥）、新华村（刘家桥）、新潭村、西港村、张场村（小张家场）、新生村（张家场）、前进村（唐李湾）、排湖村、三利村（边家湾）、龙丰村、红星村（冯沈湾）、绿化村（四合沟）、接阳村、旭光村（五岭）、八台村、中心村（唐彭脑）、联合村（吕家尚）、新河村（孟家滩）、团结村（新闸沟）、和平村（老闸沟）、镇东村、镇南村、镇西村、镇北村、张沟村、越舟湖渔场村和四五号渔场村。